# Capilla del Dulce Nombre de Jesús (Sevilla)
La Capilla del Dulce Nombre de Jesús es un templo católico del siglo XVI ubicado en el casco histórico de la ciudad de Sevilla (Andalucía, España). Es la sede de la Hermandad de la Vera Cruz, congregación religiosa que realiza una procesión anual en la tarde y noche del Lunes Santo, durante las celebraciones de Semana Santa.

## Convento del Dulce Nombre de Jesús
En esta zona estaban los antiguos Baños de la Reina Mora que a la muerte del rey Fernando III el Santo pasaron, como el resto de baños de la ciudad, a ser propiedad de Juana de Ponthieu. Posteriormente se construyó una casa, que a lo largo de los siglos tuvo varios propietarios. En 1540 se fundará en esta casa un recogimiento para mujeres de mala vida "que de ella quisieran arrepentirse". La duquesa de Media Sidonia solicitó al rey Felipe II que pidiese una bula de fundación, que fue concedida por el papa Pablo III. De esta casa se encargarían seis mujeres viudas, solteras o religiosas bajo la jurisdicción del cabildo eclesiástico y bajo la advocación del Dulce Nombre de Jesús.
En 1551 se instalaron en la casa para arrepentidas las monjas agustinas y el 3 de febrero de 1562 los dueños de la misma, Antonio Jerónimo Montalbán y Ana Enríquez, otorgaron escritura de dotación del inmueble a esta congregación. Se ignora la fecha en que la fundación deja de ser casa de arrepentidas para ser convento exclusivamente, pero en 1641 se hacen diversas reformas de adaptación de la casa a convento. En este año había ya 43 religiosas y consta que había llegado a albergar a 64. Esta reforma de 1641 es posible gracias a la intervención del nuncio, que obtuvo nuevas bulas que permitieron cambiar el primitivo fin concedido por Pablo III.
No se sabe mucho más del convento hasta el 24 de febrero de 1837, en que las religiosas solicitaron que el jubileo circular señalado en su capilla del 1 al 4 de marzo fuese trasladado a otro lugar por no tener la comunidad fondos para sostenerlo. El 12 de mayo de ese mismo año el convento fue exclaustrado y la comunidad, entonces de 12 monjas, se trasladó al Convento de San Leandro.
Desalojado el convento, se arrendó a vecinos, quedando la capilla abierta al culto hasta que fue incautada por la Junta Revolucionaria en 1868. El templo vendido el 3 de noviembre de 1869 a María del Amor Pérez de León por 10 938 escudos. La compra se efectuó para dar culto en ella al Cristo del Amor, que se había trasladado a la iglesia del Convento de los Terceros Franciscanos tras el derribo de la Iglesia de San Miguel, donde se encontraba su hermandad. A principios del siglo XX la Hermandad del Cristo del Amor se trasladó a la Iglesia de San Pedro, luego a la de Santa Catalina y, finalmente, en 1922 a la del Salvador, donde permanece.
La capilla estuvo cerrada tras marcharse la Hermandad del Cristo del Amor hasta que se encargaron de ella los dominicos, que se marcharon en 1939 a San Jacinto. Entonces empezó a utilizarla para sus cultos la Hermandad de Santa Lucía, que estuvo en este templo hasta 1969. El 2 de noviembre de 1942 llegó a la misma la Hermandad de la Vera Cruz.
A principios del siglo XX las dependencias conventuales servían como oficinas de la comandancia de ingenieros. A finales del siglo XX estas dependencias fueron derribadas y se construyeron viviendas. Se conservó únicamente un patio que se sigue denominando Baños de la Reina Mora y que es propiedad del Ayuntamiento de Sevilla.

## Descripción de la capilla
La capilla se distribuye en tres naves separadas por columnas de mármol que forman arquerías. La nave central más alta está cubierta por una bóveda de cañón profusamente decorada, las naves laterales son más bajas y tienen el techo raso, sobre ellas se sitúan las antiguas tribunas provistas de celosías desde las que se asomaban las monjas. El retablo mayor que consta de 2 cuerpos y 3 calles es de finales del siglo XVII y fue realizado por Manuel Roldán. En su hornacina central, enmarcado por grandes columnas salomónicas, se sitúa la antigua talla del Cristo de la Vera Cruz, escultura en madera de la primera mitad del siglo XVI que está flanqueada por dos ángeles que portan sendos faroles. Los muros laterales de la capilla mayor están decorados con pinturas al fresco del siglo XVII que representan La Anunciación a la izquierda y La Presentación de Jesús al Templo a la derecha.

## Hermandades

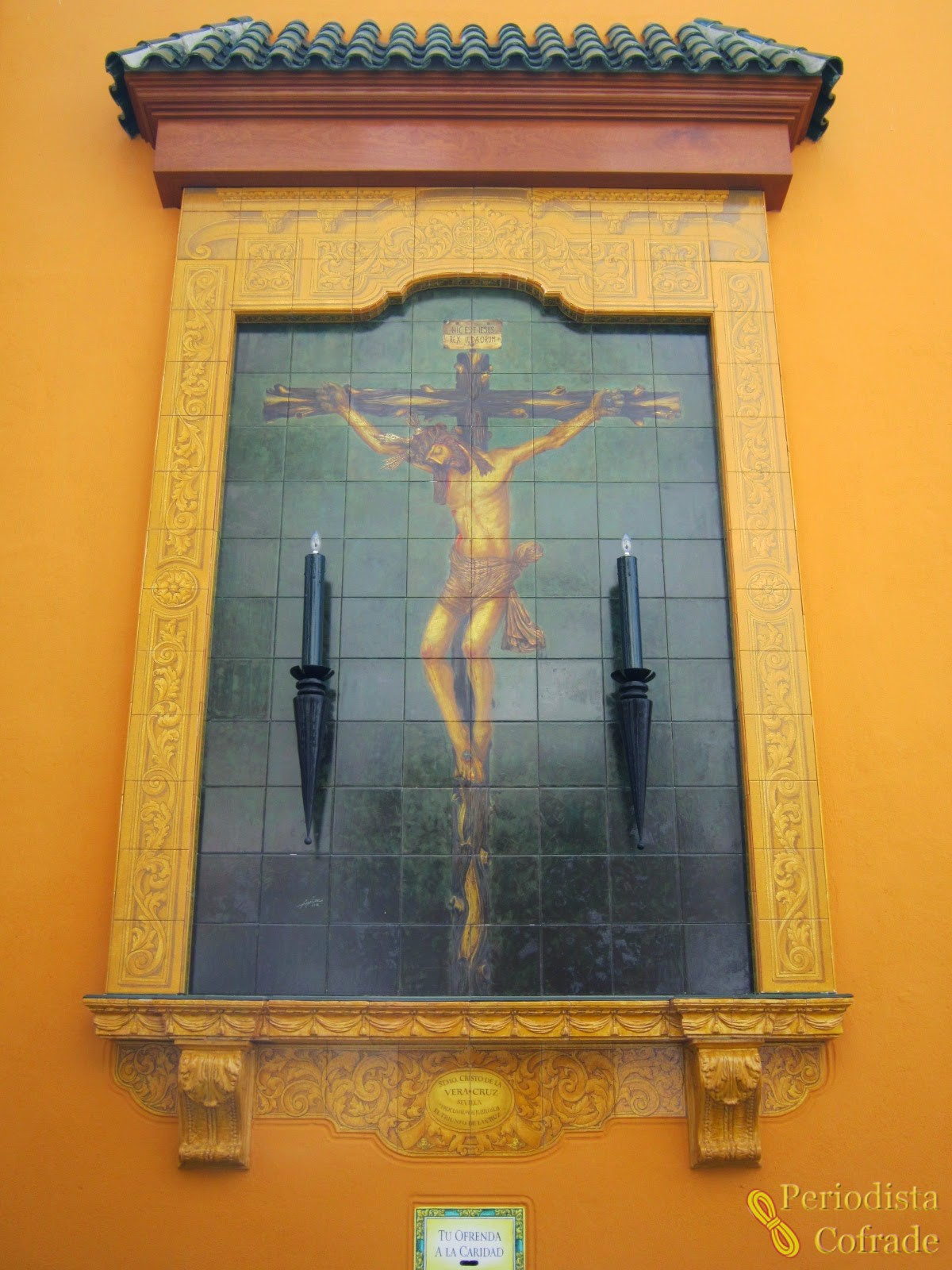
Azulejo del Cristo de la Vera Cruz en la fachada del exterior.

En ella tienen su sede canónica la Hermandad de la Vera Cruz que procesionan en la Semana Santa.